# Amadeu Fabregat
Amadeu Fabregat i Mañes (Torreblanca, provincia de Castellón, 1948) es un escritor y periodista de la Comunidad Valenciana, España.
Fue un alto cargo de la administración de la Generalidad Valenciana como Director de Radio Televisión Valenciana (RTVV) durante la Presidencia del Gobierno autonómico por Joan Lerma. También ha sido miembro del equipo directivo de Radio Televisión Española (RTVE) en Valencia y del Consejo Valenciano de Cultura. 
De 1977 a 1980 fue fundador y director de publicaciones de la revista Valencia Semanal, dirigida por Pilar López Surroca, desde su inicio hasta su final y la editorial Tres i Quatre. Escribe habitualmente en los diarios Avui, Las Provincias y Serra d'Or, y dirige la revista Gorg.
En 1973 recibió el Premio Andrómeda de narrativa por su novela Aproximació a falles folles fetes foc. Recogió en una obra una antología de poetas jóvenes valencianos (Carn fresca, 1974). Ha sido también un destacado ensayista político con obras como Partits polítics al País Valencià (1976), que trata de las formaciones actuantes al inicio del periodo de la transición política, y Converses extraparlamentàries (1978). 